# Tibor Nemeth

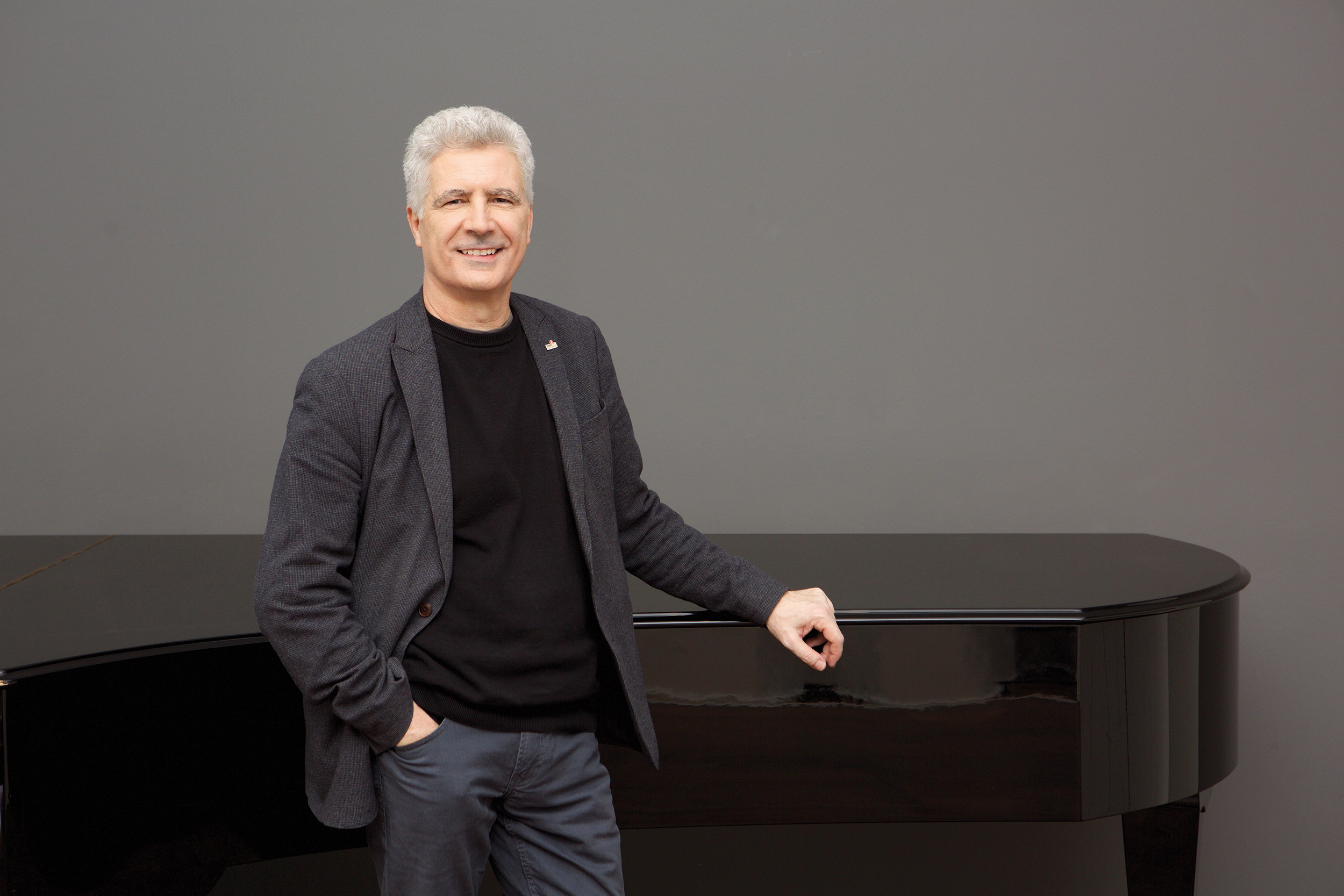
Tibor Nemeth (2017)

Tibor Nemeth (* 7. November 1961 in Brixlegg/Tirol) ist ein österreichischer Komponist.

## Leben
Tibor Nemeth, zweiter Sohn ungarischer Eltern, verbrachte seine Schulzeit in Steyr/Oberösterreich. Hier erhielt er privaten Klavierunterricht und besuchte Klavierkurse in Budapest bei Anna Maria Krause.
In den Jahren von 1979 bis 1994 studierte er an der Universität für Musik und darstellende Kunst Wien Klavierpädagogik bei Renate Kramer-Preisenhammer, Tonsatz bei Erich Urbanner, Posaune bei Horst Küblböck, Harmonikale Grundlagenforschung bei Rudolf Haase, Klavier bei Walter Fleischmann sowie Instrumental-/Gesangspädagogik. Im Jahr 1983 legte er die Lehrbefähigungsprüfung ab, im Jahr 1994 schloss er mit der Diplomarbeit Béla Bartóks „Contrasts“ – eine Analyse ebenda mit „Diplom mit Auszeichnung“ und Magister Artium ab.
Von 1985 bis 1992 hatte Nemeth eine Lehrtätigkeit in Klavier, Orgel, Posaune, Musiktheorie an der Musikschule Korneuburg inne.
Seit dem Jahr 1992 unterrichtet er am Joseph-Haydn-Konservatorium in Eisenstadt Komposition, Tonsatz, Klavier und Musiktheorie. Von 2016 bis 2021 war er Direktor dieses Konservatoriums.

„Die Kompositionsverfahren der einzelnen Werke unterscheiden sich nach der jeweils zugrundeliegenden Idee und der damit verbundenen Ausarbeitung. Neben modifizierten traditionellen Formelementen und erweiterter Tonalität finden auch aus der Eigendynamik des Materials resultierende, ‚freie‘ Formen und Klänge Verwendung. Erstrebt wird immer eine organische Geschlossenheit der Komposition, die dem Rezipienten erfahrbar sein soll und den Ausführenden keine Verleugnung des ‚natürlichen Musizierwillens‘ abverlangt. Wichtigste Vorbilder sind Béla Bartók und Igor Strawinsky.“

## Auszeichnungen
- 1995: Kompositionsstipendium des Landes Burgenland
- 2001: Theodor-Körner-Preis
- 2010: Jenő-Takács-Kompositionspreis[6]

## Werke (Auswahl)

### Ensemblemusik
- Sketch – Duo für Posaune und Klavier (1985)[7]
- Drei Stücke – Duo für Marimbaphon und Klavier (1986)[7]
- Concerto festoso – Quintett für Trompete, 2 Posaunen, Orgel und Kirchenglocken (1986)[7]
- Reduktion für Blechbläser – Quintett für zwei Trompeten, zwei Posaunen und Tuba (1989)[7]
- Partiterl – Trio für Klarinette, Geige und Klavier (1990)[7]
- Oktett – für zwei Fagotte, zwei Trompeten, zwei Posaunen, Flöte und Klarinette (1991)[7]
- Suite d’Autriche – Triofassung für Klarinette, Klavier und Violine (1992)[7]
- Triphon – (Trio Zwei) für drei Klaviere (1994)[7]
- Heptaton – für sieben Instrumentalisten (1995)[7]
- ...fraktal... – Trio für Klarinette, Klavier und Violoncello (1999)[7]
- plegma – Trio für Altsaxophon, Marimbaphon und Klavier (2000)[7]
- paradigma – für Kammerorchester (2000)[7]
- Rhapsodie – Duo für Klavier und Violine (2001)[7]
- Zwei Impromptifikationen – Duo für Klavier und Violine nach Texten von Peter Ruzsicska ()[7]
- Rhapsodie – Duo für zwei Klaviere (2001)[7]
- Trio di centenario – Trio für Klavier, Violine und Violoncello (2002)[7]
- oxymoron – Quartett für Klarinette, Klavier, Violine und Violoncello (2002)[7]
- Aus.Lassung – Trio für Klavier, Violine und Violoncello (2003)[7]
- nóta – Quintett für Flöte, Oboe, Klarinette, Fagott und Horn (2003)[7]
- Zwei Klangschaften – für Jugendkammerorchester (2003)[7]
- exikton – Trio für Klavier, Violine und Violoncello (2004/2005)[7]
- lichtwald/wellental/kristallfeld – drei Lieder für Klaviertrio und Mezzosopran (2004)[7]
- Tetralogie/Vier Klangwände – nach Bildern von Max Weiler für Klaviertrio (2004)[7]
- mutation – Trio für Klavier, Violine und Violoncello (2004)[7]
- Capriccio – Duo für Orgel und Violine (2004)[7]
- aphirosis – Sextett für Flöte, Klarinette, Marimbaphon, Klavier, Violine und Violoncello (2005)[7]
- uccu – Quintett für Flöte, Fagott, Horn, Marimbaphon und Klavier (2006)[7]
- Divertimento 06 – für Streichensemble (2006)[7]
- Danseuse de Delphes (Bearbeitung) – Trio für Englischhorn, Fagott und Klavier nach einem Prelude von Claude Debussy (2007)[7]
- Partita (Bearbeitung) – Transkription der Violinpartita in d-moll von Johann Sebastian Bach für Klavier und Cembalo (2007)[7]
- Ben ritmato – Duo für Klavier und Violine (2008)[7]
- Annotation 09 – Quartett für vier Klarinetten (2009)[7]

### Solomusik
- Drei Frustrationen – Solo für Klavier (1984)[7]
- Siebzehn Bagatellen – Solo für Gitarre (1988)[7]
- Suite d’Autriche – Klaviersolofassung (1992)[7]
- Monologos – Solo für Violine (1993)[7]
- Postludium – Solo für Klavier (1996)[7]
- in hora ultima – Solo für Violine (1996)[7]
- synopsis – Solo für Violoncello (2001)[7]
- hoquetus – Solo für Violoncello (2002)[7]
- episode – Solo für Violine ()[7]
- Fantasia super Jelena – Solo für Orgel ()[7]
- Drei Klagelieder – Solo für Singstimme und Klavier nach Texten von Joseph von Eichendorff (2003)[7]
- Partition de piano – Solo für Klavier (2010)[7]

### Orchestermusik
- Resolutio – Konzert für Violine und großes Orchester (1994/1995)[7]
- compact sinfonie – für Jugendkammerorchester (1996)[7]
- Morpheme – für Orchester (1996)[7]
- Apokatastasis – für Sprecher, Chor und Orchester (1998/1999)[7]
- KYO – für Orchester (2002/2003)[7]
- scenephonietta – für Orchester (2006)[7]
- Disfonietta – für Jugendorchester (2014)[7]